# 土庄町立豊島中学校
土庄町立豊島中学校（とのしょうちょうりつ てしまちゅうがっこう）は、香川県小豆郡土庄町豊島にある公立中学校。現在は土庄町立豊島小学校と校舎は同じである。

## 校区
- 土庄町豊島全域

## 教育目標
- 豊島を愛し、たくましく生きる力をもった生徒の育成

## 概要

### 児童
- 全校児童 : 14人
  - 1年生 - 3人
  - 2年生 - 4人
  - 3年生 - 7人

2024年（令和6年）5月1日現在

### 教職員
- 教員 - 6人
- 職員 - 1人

2024年（令和6年）5月1日現在

## 部活動

### 運動部
- テニス部
- 総合文化部
- 陸上部

## 校区内の主な施設
- 豊島美術館

## 主な学校行事
- 修学旅行
- 運動会